# Petrani (okręg Bihor)
Petrani – wieś w Rumunii, w okręgu Bihor, w gminie Pocola. W 2011 roku liczyła 397 mieszkańców.